# Redectis
Redectis é um gênero de traça pertencente à família Arctiidae.